# Polyommatus apicatacuneata
Polyommatus apicatacuneata är en fjärilsart som beskrevs av Tutt 1910. Polyommatus apicatacuneata ingår i släktet Polyommatus och familjen juvelvingar. Inga underarter finns listade i Catalogue of Life.